# Palácio da Alvorada

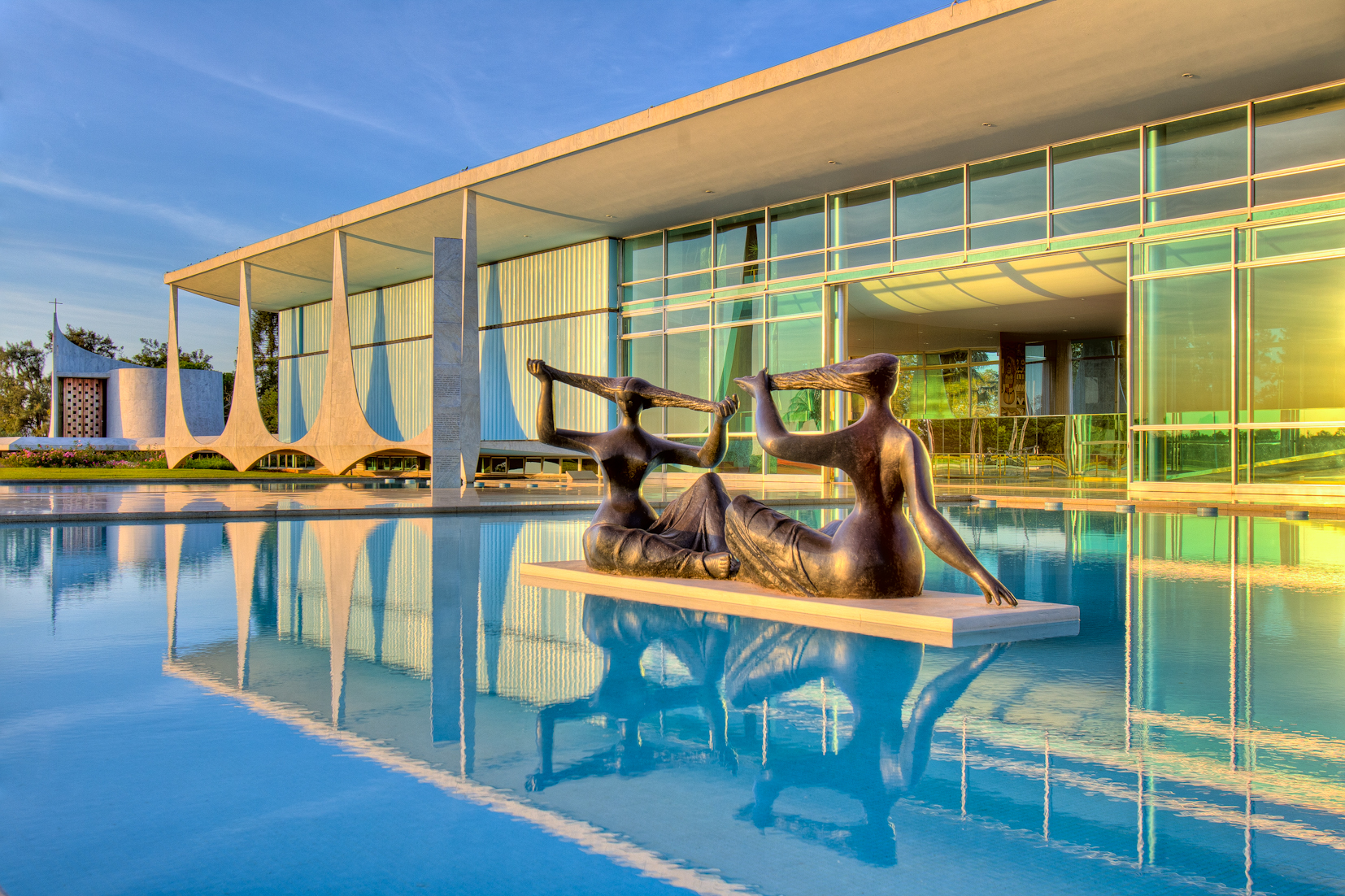
Der „Palast der Morgenröte“. Im Vordergrund die Bronze-Skulpturengruppe As banhistas („Die Badenden“) mit den im Wasserbecken spiegelnden Dachstützen von Alfredo Ceschiatti.

Der Palácio da Alvorada (Aussprache: paˈlasju da awvoˈɾadɐ, deutsch „Palast der Morgenröte“) in Brasília liegt auf einer Halbinsel im Paranoá-See. Der Palast ist seit Juscelino Kubitschek bis heute die offizielle Residenz der brasilianischen Präsidenten. Es war das erste von dem Architekten Oscar Niemeyer im Stil der Moderne entworfene Regierungsgebäude auf der Hochebene des Planalto, im geografischen Zentrum Brasiliens, gebaut aus schneeweißem Marmor, Glas und Wasser. Es wurde zwischen 1957 und 1958 gebaut und zwei Jahre vor der offiziellen „Eröffnung“ von Brasília abgeschlossen.
Der Palast ist nicht für die Öffentlichkeit zugänglich.

## Bedeutung
Der Alvorada-Palast ist eines der wichtigsten Gebäude der brasilianischen Architektur der Moderne. Er gilt wegen seiner harmonischen Proportionen als das eigentliche Juwel von Brasília. Austragende Betonplatten fassen eine rechteckige Glasbox, wobei Niemeyer die auf die typischen alten Kolonialhäuser anspielenden Loggien durch bumerangförmige Arkaden gliederte. Die gebogenen Betonsäulen sollen an die im Inland typischen Hängematten erinnern.

## Namensgebung
Ursprünglich sollte das Gebäude einfach „Präsidentenpalast“ benannt werden, aber nachdem Juscelino Kubitschek in einer Rede sagte:

„Que é Brasília, senão a alvorada de um novo dia para o Brasil? [Was ist Brasília, wenn nicht die Morgenröte eines neuen Tages für Brasilien?]“

bürgerte sich allgemein der Begriff „Palast der Morgenröte“ ein.
Der Alvorada-Palast hat eine horizontale Bauweise, vollendet von einer im Garten angebauten Kapelle („Capela da Alvorada“), die mit den alten Fazendas des kolonialen Brasilien korreliert. Die besondere Form der externen Säulen ähneln denen auf den Balkonen aufgereihten Hängematten, wie sie auch in den Kolonialbauten üblich war. Die Gestaltung der Stützen führte zum Symbol und Emblem auf dem Wappen des Bundesdistrikts.

## Das Gebäude

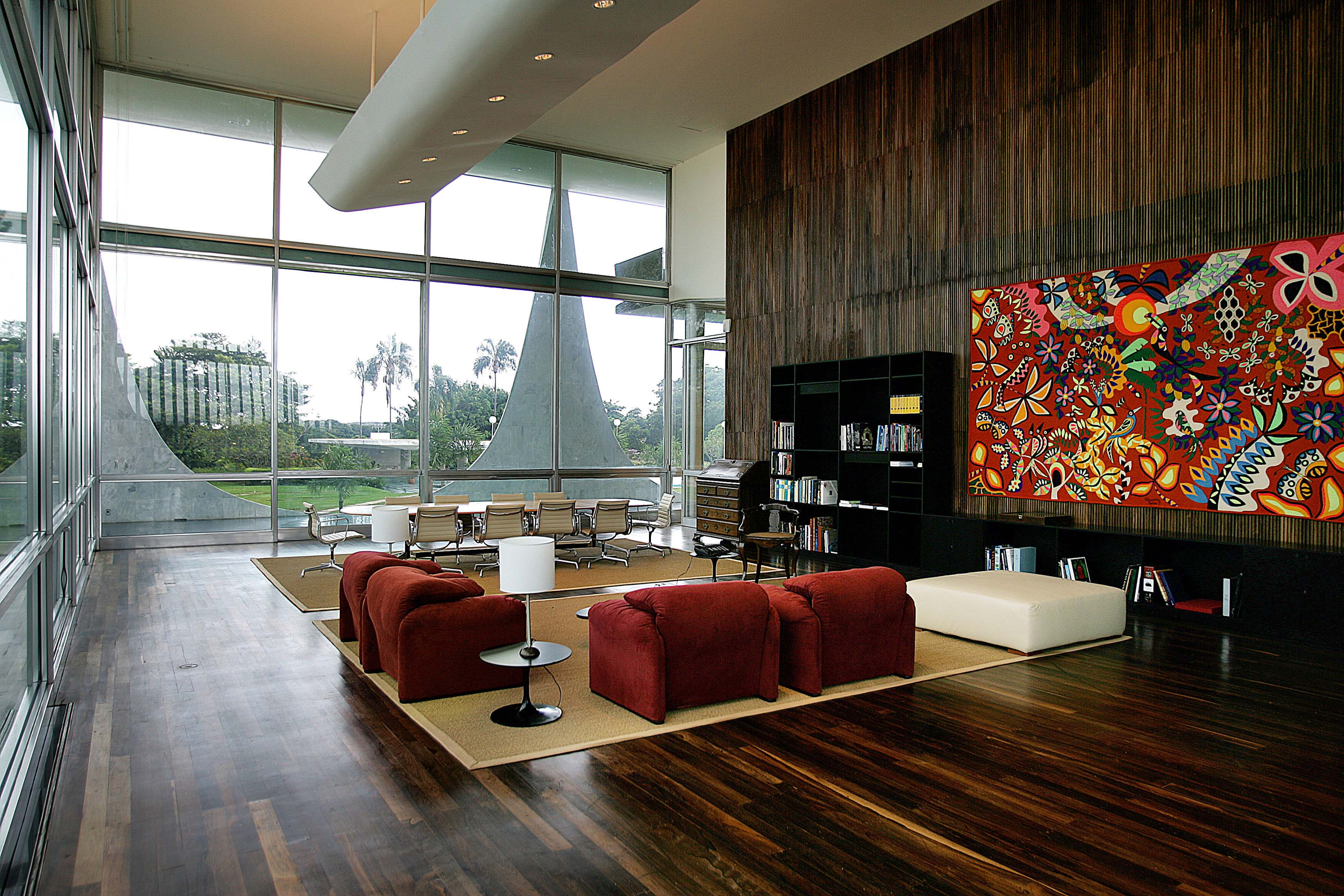
Das Herrschaftszimmer im Alvorada-Palast

Der Palácio da Alvorada umfasst eine Fläche von 7000 m2 und beherbergt auf drei Etagen neben den Privaträumlichkeiten des Präsidenten ein Kino, eine Bibliothek mit über 3400 Büchern, Verwaltungsräumlichkeiten und eine eigene medizinische Versorgung.
- Untergeschoss mit einem Auditorium für 30 Personen, ein Spielzimmer, Lagerhalle, Abstellraum, Küche, Wäscherei und Verwaltung;
- Erdgeschoss mit Räumen für offizielle Anlässe des Präsidenten der Republik sowie die der Regierungsbeamten;
- Erster Stock mit dem Wohnteil des Palastes, bestehend aus vier Suiten und einem Privatzimmer.

Der Palast hat einen rechteckigen Wasserspiegel der das Gebäude reflektiert und so für den Gast einen scheinbar unendlichen virtuellen Raum schafft, ergänzt von einer Bronze-Skulpturengruppe, genannt As Banhistas („Die Badenden“), geschaffen von dem brasilianischen Bildhauer Alfredo Ceschiatti.